# Angela guianensis
Angela guianensis är en bönsyrseart som beskrevs av Rehn 1906. Angela guianensis ingår i släktet Angela och familjen Mantidae. Inga underarter finns listade i Catalogue of Life.